# Jasperina de Jong
Jasperina de Jong (Amsterdam, 7 januari 1938) is een Nederlands actrice, cabaretière en zangeres.

## Het begin
Jasperina “Pien” de Jong werd geboren op 7 januari 1938 in een arbeidersgezin in Amsterdam en woonde in haar jeugd op het Javaplein. Na haar middelbareschooltijd had ze baantjes als tandartsassistente en typiste. 
Haar zangstem was inmiddels in de huiselijke kring en op school al ontdekt. Ze wilde in eerste instantie balletdanseres worden en volgde vanaf haar vijftiende balletlessen. Dit werd niet wat ze ervan had verwacht en ze was eigenlijk ook al te oud. Ze besloot vervolgens om artiest te worden. Haar ouders stonden niet achter deze wens: zij vonden een degelijk beroep nodig om te voorzien in het levensonderhoud. Een bestaan als artiest vonden zij niet iets voor hun soort mensen. Ze lieten haar echter wel vrij in haar keuzes en in 1959 deed ze auditie bij het ABC-cabaret van Wim Kan. Ze werd door Kan afgewezen wegens gebrek aan talent. Kan zou dit later betreuren. 
De Jong ging op een cabaretcursus bij Cor Lemaire en later bij Bob Bouber waar ze haar talenten verder ontwikkelde. Bij Bouber hoorde ze in 1960 over Eric Herfst en Ben Rowold en hun cabaretgroep Lurelei. Dat was een van de vele studentikoze cabaretgroepjes uit die tijd. Bij Lurelei was de leading lady Adèle Bloemendaal net vertrokken, waardoor er werd gezocht naar iemand anders die kon zingen. De Jong deed auditie bij Herfst en Rowold. Zij waren niet echt enthousiast maar namen haar toch maar aan omdat er wegens al geplande voorstellingen directe nood was aan een zangeres. De Jong debuteerde in het programma Niet sexpres uit 1960 en kreeg meteen enthousiaste kritieken. Haar stem en presentatie vielen op. 
Aanvankelijk werkte ze overdag nog bij de klantenservice van de Bijenkorf omdat Lurelei nog niet veel bezoekers trok. Het klikte inmiddels ook tussen haar en Herfst, op wie ze al tijdens de auditie verliefd was geworden. Met wie het ook klikte was Guus Vleugel. Vleugel schreef al met succes voor o.a. Conny Stuart en had daar bekendheid door gekregen. Herfst en Rowold wilden hem ook vragen een paar teksten voor Lurelei te schrijven om daarmee wat meer bezoekers te trekken. Vleugel reageerde echter niet op verzoeken en uiteindelijk bezocht De Jong hem onaangekondigd thuis. Vleugel was onder de indruk van De Jong en hoorde al snel mogelijkheden voor zijn teksten: De Jongs stem en intonatie bleken wonderwel te passen bij zijn teksten. 
Vleugel verbond zich aan Lurelei en schreef het voor die tijd gewaagde nummer Callgirl voor De Jong. Het werd de hit van de show Hotel de Botel uit 1961. Hij mocht in eerste instantie niet bij de VARA op tv uitgezonden worden. Later dat jaar werd de opname van het nummer bij de VPRO vertoond (met inleiding van een dominee). Nog in hetzelfde jaar trouwden Herfst en De Jong.

## Lurelei
In april 1962 won De Jong met Callgirl de eerste prijs in het ICC-concours voor beginnend cabarettalent. In de jury zat onder anderen ook Wim Sonneveld, bij wie ze in het door hem geschreven Katootje de toverheks speelde. De Jong keek erg op naar deze cabaretgigant en was dan ook zeer vereerd toen ze in hetzelfde jaar als Eliza Dolittle naast Sonneveld mocht staan in de musical My Fair Lady. Ze speelde de rol afwisselend met Margriet de Groot en Dorien Mijksenaar. 
Na My Fair Lady trad De Jong weer op met Lurelei. Inmiddels was de groep het amateurstadium ontgroeid en trad met succes op voor volle zalen. Lurelei bracht waar het kon controversieel cabaret, schopte graag tegen heilige huisjes en raakte geregeld in conflict met de autoriteiten. Zo werden Guus Vleugel en Gerard Cox gearresteerd om het nummer Arme ouwe op verdenking van majesteitsschennis van koningin Juliana, er liepen regelmatig mensen weg uit de zaal en er kwamen boze brieven wegens het door Gerard Cox gezongen nummer God is niet dood. 
De Jong was inmiddels de vedette van Lurelei en dé vertolkster van de scherpe, satirische Guus Vleugelteksten. Eind jaren 60 bleek Jasperina de Jong het kleine podium van Lurelei te zijn ontgroeid en wilde ze zich verder ontplooien buiten de groep. Guus Vleugel raakte ook steeds meer "uitgeschreven" voor cabaret. Na de voorstelling Oud zeer (waarin een herhaling van eerdere succesnummers gebracht werd en waaraan Jasperina de Jong al niet meer meewerkte) viel in 1968 definitief het doek voor de cabaretgroep.

## Solo

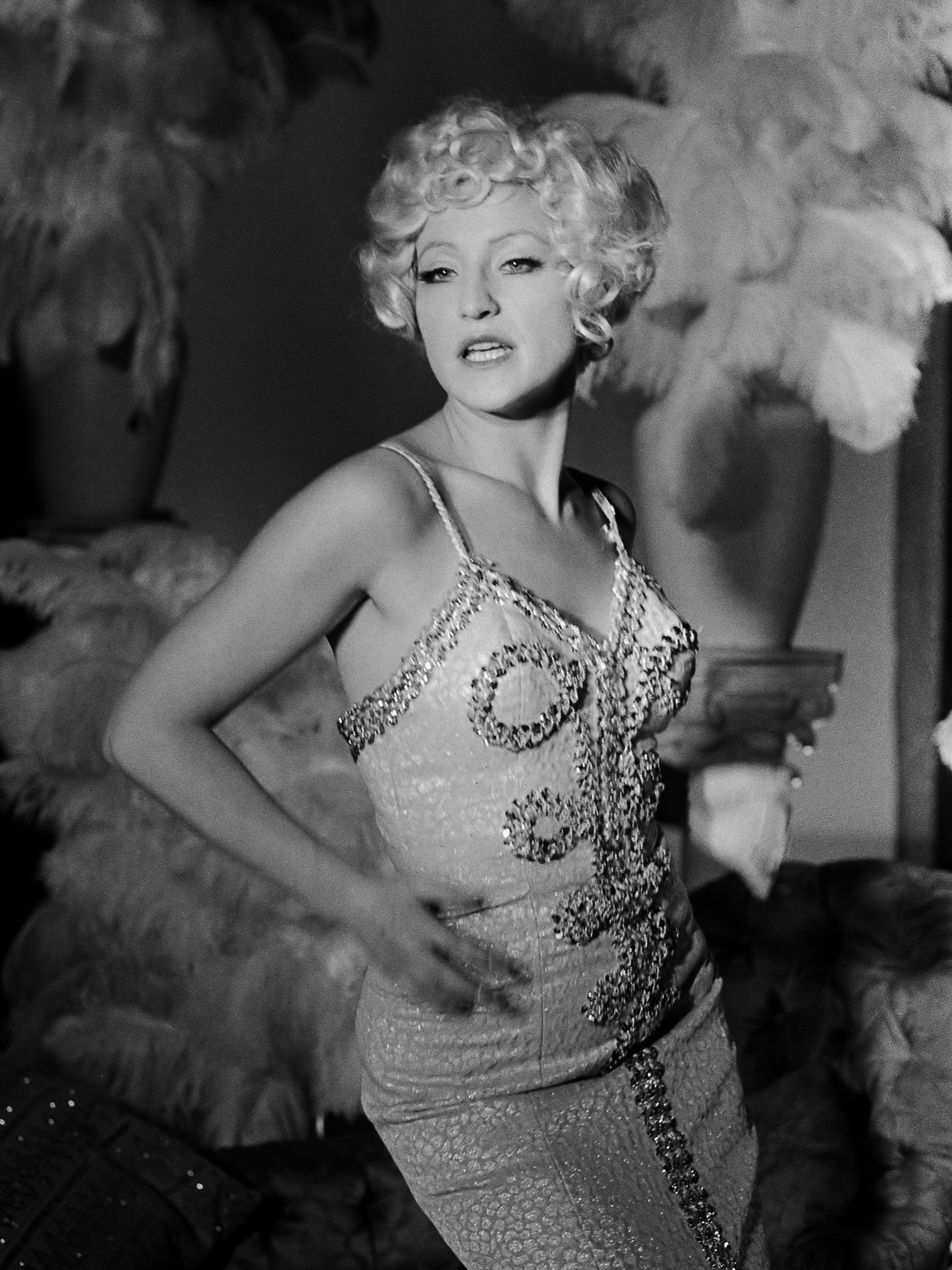
Jasperina de Jong (1971)

In het voorjaar van 1967 kwam de langspeelplaat Van Eduard Jacobs tot Guus Vleugel uit, waarop De Jong bekende liederen van verschillende tekstschrijvers zong, aangevuld met een paar nieuwe nummers die Guus Vleugel voor haar schreef. Van deze langspeelplaat werd het nummer De wandelclub, oorspronkelijk geschreven door Toon Hermans voor diens film Moutarde van Sonaansee uit 1959, een bescheiden hit. 
Musical trok haar sterker dan film en samen met Guus Vleugel en haar man Eric Herfst werd na het stoppen van Cabaret Lurelei de musical De stunt geproduceerd. De Jong speelde Lila van Dintelen, die via een "stunt" (een nieuw woord in die tijd) in de publiciteit wilde komen. De stunt kreeg niet het verwachte succes, zeker buiten Amsterdam werd de musical met thema's als drugsgebruik (LSD) en vrije seksuele moraal niet altijd begrepen en werd de voorstelling nogal "Amsterdams" bevonden. Nadat in Rotterdam het publiek het massaal af liet weten werd de musical voortijdig beëindigd. 
De Jong stortte zich hierna op het volgende musicalproject Sweet Charity. In deze musical schitterde ze en dit vormde de opmaat voor haar successen in de jaren 70. In dezelfde periode waarin ze Sweet Charity deed, vertolkte ze samen met Herfst, zoon Pelle (geb. 1964) en Sylvia de Leur de hoofdrol in de door Guus Vleugel geschreven Lurelei-komedieserie Rust noch duur, die door de KRO werd uitgezonden. 
Daarna volgden de door Vleugel speciaal voor haar geschreven theatershows De Jasperina Show en Jasperina's grote egotrip, waarvan met name de eerste succesvol was en lovende kritieken ontving. In de eerstgenoemde theatershow trad ze samen op met Frank Sanders en John Kuipers en had een klein orkest op het podium achter zich; in de tweede show was de opzet anders en werd De Jong bijgestaan door een show- en dansensemble. De muziek werd gecomponeerd door Joop Stokkermans. Legendarisch werden liedjes als De minutenwals, Roll another one (de non) en Dobbe, dobbe, dobbe. 
De samenwerking met tekstschrijver Guus Vleugel verliep in de loop van de jaren 70 echter steeds moeilijker. Vleugel had al jaren last van depressieve periodes. De teksten kwamen moeilijk uit zijn pen en hij moest vaak aangespoord worden tot schrijven. Soms had hij pas op het allerlaatste moment zijn teksten klaar. Daarnaast ontstond er enige artistieke onenigheid. Het leidde gaandeweg tot een breuk. Vleugel zou ter gelegenheid van het 700-jarig bestaan van Amsterdam een nieuwe musical voor haar schrijven, gebaseerd op de Gijsbrecht van Aemstel, maar deze kwam niet van de grond doordat hij in 1974 na een psychische inzinking tot het besluit kwam de samenwerking met het echtpaar Herfst te verbreken. Hij wilde niet meer voor De Jong schrijven en had rust nodig. Toch schreef hij enkele jaren later nog een paar losse teksten voor de Jong, maar daar bleef het bij. 
Tekstschrijver Lennaert Nijgh schreef uiteindelijk de musical De engel van Amsterdam. Ook schreef hij de helft van de theatershow Jozefien en Jasperien, een combinatie van theater en tour de chant, maar er kwam geen vervolg in samenwerking, waardoor De Jong weer op zoek ging naar een nieuwe tekstschrijver. 
Het klikte met tekstdichter Ivo de Wijs, die de rest van haar carrière haar vaste tekstschrijver zou blijven en het grootste deel van de nummers schreef. De theatershow Thuis Best volgde en in 1980 stond ze weer met Eric Herfst op het toneel in de cabaretproductie Tussen Zomer en Winter. Het plan bestond al om in eigen beheer een grote musical over het leven van de legendarische actrice Fien de la Mar te maken. Aangezien dit een kostbare zaak was, had het veel voeten in de aarde maar uiteindelijk ging in 1982 de musical Fien in première. De Jong speelde de hoofdrol van De la Mar.
Tijdens de tournee van de musical werd er bij Eric Herfst een hersentumor geconstateerd, waaraan hij in 1985 overleed. Om haar verdriet te verwerken stortte De Jong zich op haar werk. Na de one-womanshows De gekkin van de gracht (over de spagaat tussen carrièrevrouw en huisvrouw zijn) en Victoria (waarin de directrice van een vlaggenfabriek zakenvrouw van het jaar wordt en een toespraak gaat houden voor de Raad van Europa) trad ze op met het liedjesprogramma Tour de Chant. 
Haar behoefte en plezier om vaak op te treden werden echter minder. Ze wilde meer rust en meer tijd voor andere dingen. Na een periode van relatieve stilte en met af en toe een incidenteel optreden op toneel en tv kwam ze enigszins op haar besluit terug en zo volgde de voorstelling Morgenster, waarin De Jong naast enkele nieuwe nummers van Ivo de Wijs ook veel van haar oude successen uit de jaren 70 zong. Daarna volgde Lang Leve de Opera (met Lieuwe Visser). 
Toen ze op verzoek van de AVRO in een tv-programma een lied van Brecht zong, besloot ze om een complete voorstelling te maken met liederen van Bertold Brecht en Kurt Weill. Na een hoofdrol in de heropvoering van de Annie M.G. Schmidt-musical Heerlijk duurt het langst (afwisselend met Jenny Arean zodat ze maar drie dagen per week hoefde op te treden) volgde in het seizoen 2001-2002 nog de voorstelling Marlene waarin ze in de huid kroop van Marlene Dietrich. Ze had al besloten dat dat de laatste serie voorstellingen van haar carrière zou worden. Na de laatste voorstelling trok ze zich meteen terug uit de publiciteit. Ze vond het wel genoeg geweest. Vier jaar later werkte ze op verzoek nog wel mee aan een 6-dvd-box met een ruime selectie vroegere liedjes, sketches, interviews en een paar theatershows. 

## Theater
- Niet sexpres (1960)
- Schermutselingen (1961, Ensemble Rudi Carrell)
- Hotel de Botel (1961)
- My Fair Lady (1961)
- O.K.en W. (1962)
- Doe 't zelf (1963)
- Wij Lurelei (1964)
- Wie is bang voor Lurelei? (1965)
- Relderelderel (1966)
- De stunt (1967)
- Sweet Charity (1968)
- De Jasperina show (1970–1972)
- 'n Oogje op Amélie (1972)
- Jasperina's grote egotrip (1973)
- Jasperina solo (1974)
- Orpheus in de onderwereld (1975)
- De engel van Amsterdam (1975)
- Jozefien en Jasperien (1977)
- Thuis best (1979)
- Tussen zomer en winter (1980)
- Fien (1982)
- Bij gebrek aan bewijs (1984)
- De gekkin van de gracht (1985)
- Victoria (1987)
- Tour de chant (1989)
- Visite (1991)
- Een vrouw van niets (1994)
- Morgenster (1995)
- Lang leve de opera (1995)
- Jasperina de Jong zingt Kurt Weill (1997)
- Heerlijk duurt het langst – om en om met Jenny Arean (1998)
- Follies in concert (2000)
- Marlene (2001-2002)

## Film
Voor haar rol van Inez in de film Vroeger is dood (1987) kreeg De Jong een Gouden Kalf. In 1989 speelde De Jong de rol van Elly in Jan Rap en z'n maat, naar het boek en toneelstuk van Yvonne Keuls. De Jong sprak in 1996 de stem in van Malafide, de boze fee uit de Disney-film Doornroosje. Critici spraken vol lof over haar vertolking van de slechterik. In 2001 speelde ze Liliane in Saint Amour en in 2004 de rol van Odette in de Vlaamse film  Confituur.

## Televisie
- Rust noch duur (muzikale comedyserie, KRO 1969–1970)
- Jasperina's Grote Egotrip (cabaret, KRO 1974)
- Thuis Best (cabaret, AVRO 1980)
- Fien (miniserie, 1985) – als Fien de la Mar
- Alle kinderen de deur uit (comedyserie, KRO 1994)
- 25 minuten (reeks docudrama's van Arjan Ederveen, VPRO 2001) – 1 aflevering als Nina Brink
- Wilhelmina (dramaserie, NCRV 2001) – als koningin Emma
- Jasperina: Op eenzame hoogte (biografische documentaire, AVROTROS 2019)

## Discografie

### Albums
| Album met eventuele hitnotering(en) in de Nederlandse Album Top 100                | Datum van verschijnen | Datum van binnenkomst | Hoogste positie | Aantal weken | Opmerkingen |
| ---------------------------------------------------------------------------------- | --------------------- | --------------------- | --------------- | ------------ | ----------- |
| Jasperina de Jong                                                                  | 1967                  | -                     | -               | -            |             |
| Jasperina de Jong – van Eduard Jacobs tot Guus Vleugel                             | 1967                  | -                     | -               | -            |             |
| De stunt                                                                           | 1967                  | -                     | -               | -            |             |
| Sweet Charity                                                                      | 1969                  | -                     | -               | -            |             |
| Een tien voor Jasperien!                                                           | 1969                  | -                     | -               | -            |             |
| Rust noch duur – liedjes uit de Lurelei-televisieserie                             | 1969                  | -                     | -               | -            |             |
| Jasperina Live!                                                                    | 1969                  | -                     | -               | -            |             |
| Nieuwe liedjes uit Rust noch duur                                                  | 1970                  | -                     | -               | -            |             |
| De Jasperina Show                                                                  | 1971                  | -                     | -               | -            |             |
| Jasperina's grote egotrip                                                          | 1973                  | -                     | -               | -            |             |
| Een portret van Jasperina de Jong                                                  | 1975                  | -                     | -               | -            |             |
| De engel van Amsterdam                                                             | 1975                  | -                     | -               | -            |             |
| Jasperina Solo                                                                     | 1975                  | -                     | -               | -            |             |
| Luister naar... Jasperina de Jong                                                  | 1975                  | -                     | -               | -            |             |
| Cabaret                                                                            | 1977                  | -                     | -               | -            |             |
| Hoe wordt een mens een ster                                                        | 1977                  | -                     | -               | -            |             |
| Thuis Best                                                                         | 1980                  | -                     | -               | -            |             |
| Tussen zomer en winter                                                             | 1981                  | -                     | -               | -            |             |
| Fien                                                                               | 1982                  | -                     | -               | -            |             |
| De Jasperina Show (heruitgave)                                                     | 1983                  | -                     | -               | -            |             |
| Het beste van Jasperina de Jong (heruitgave van Een portret van Jasperina de Jong) | 1985                  | -                     | -               | -            |             |
| De gekkin van de gracht                                                            | 1986                  | -                     | -               | -            |             |
| Het Dubrodoek gaat op voor Jasperina de Jong (reclame-lp)                          | 1986                  | -                     | -               | -            |             |
| Tour de Chant                                                                      | 1991                  | -                     | -               | -            |             |
| Lang leve de opera                                                                 | 1997                  | -                     | -               | -            |             |
| Portret (dubbel-cd)                                                                | 1997                  | -                     | -               | -            |             |
| Sieben Rosen hat der Strauch                                                       | 1998                  | -                     | -               | -            |             |
| Kalm, kalm en andere Nederlandse liedjes                                           | 1998                  | -                     | -               | -            |             |
| Portret 2 (dubbel-cd)                                                              | 2000                  | -                     | -               | -            |             |
| Kurt Weill: Die sieben Todsünden & various songs                                   | 2000                  | -                     | -               | -            |             |

### Dvd's
| Dvd met hitnoteringen in de Nederlandse DVD Music Top 30 | Datum van verschijnen | Datum van binnenkomst | Hoogste positie | Aantal weken | Opmerkingen |
| -------------------------------------------------------- | --------------------- | --------------------- | --------------- | ------------ | ----------- |
| Portret                                                  | 2006                  | 25 maart 2006         | 9               | 5            |             |